# Лозенков, Иван Сергеевич
Ива́н Серге́евич Лозенко́в (14 апреля 1984, Ленинград) — российский футболист, защитник, тренер.

## Карьера

### Игровая
Профессиональную карьеру начинал в 2004 году в «Зените-2». В 2005—2006 годах выступал за костромской «Спартак» в котором провёл 52 матча и забил 1 мяч. В 2007 году перешёл в ивановский «Текстильщик-Телеком», отыграв за команду 28 матчей. В 2008 году подписал контракт с клубом «Металлург-Кузбасс», провёл 8 матчей. В том же сезоне перешёл в петербургское «Динамо», проведя там 11 матчей. В 2009 году сначала играл в клубе «Смена-Зенит», проведя за эту команду 19 матчей, а потом вновь перешёл в «Динамо», за которое отыграл 12 матчей. В 2010—2011 годах выступал за вологодское «Динамо», провёл 59 матчей, забил 2 мяча. В начале 2012 года перешёл в смоленский «Днепр», в составе которого провёл 8 игр.
С 2012 по 2015 год выступал в тульском «Арсенале», с которым прошёл путь от второго дивизиона до премьер-лиги. Выступал за команды ПФЛ «Сочи» (2016) и «Калуга» (2017), после чего приостановил профессиональную карьеру.
С февраля 2020 по январь 2021 года выступал за профессиональный футбольный клуб «Звезда» СПб. В январе 2021 завершил карьеру футболиста.

### Тренерская
С 2018 по 2020 год был старшим детским тренером в петербургской сети футбольных центров Estadio.
С 2020 года является тренером подготовительных команд ДЮФК «Звезда» СПб.
С января до лета 2021 являлся помощником главного тренера петербургской «Звезды» Григория Михалюка.

## Личная жизнь
Женат.

## Достижения
«Зенит»
- Обладатель Кубка российской премьер-лиги: 2003

«Арсенал»
- Победитель второго дивизиона, зоны «Центр»: 2012/13
- Серебряный призёр Первенства ФНЛ: 2013/14